# Claudia Urbschat-Mingues

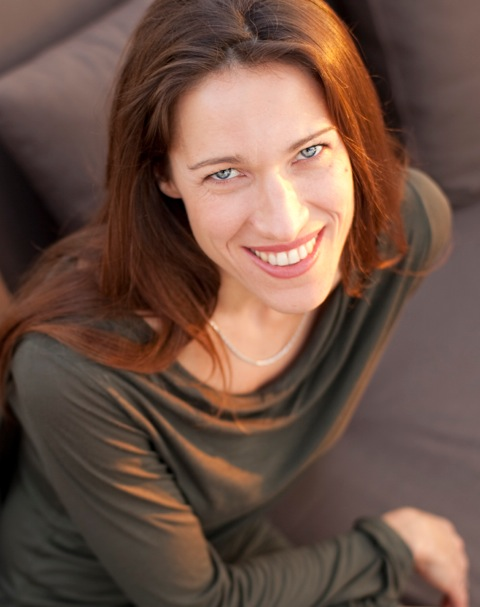
Claudia Urbschat-Mingues, 2014

Claudia Urbschat-Mingues (* 5. Juni 1970 in Hilden) ist eine deutsche Schauspielerin, Hörbuchsprecherin, Synchron- und Hörspielsprecherin sowie Dialogbuchautorin.

## Wirken
Im Jahr 2006 stand Urbschat-Mingues in der Kaul-Synchron-Liste auf Platz eins der deutschen Synchronschauspielerinnen. Bekannt ist sie vor allem durch die wiederkehrende Synchronisation von Angelina Jolie, Maria Bello, Rosario Dawson, Jada Pinkett-Smith, Rachel Weisz, Vera Farmiga, Jennifer Connelly, Sharon Washington und Lana Parrilla.

### Schauspiel
Urbschat-Mingues studierte von 1991 bis 1993 an der Deutschen Sporthochschule Köln und von 1993 bis 1997 Schauspiel an der Hochschule für Musik und Theater Hannover. Seit 1992 agierte sie als Bühnenschauspielerin an verschiedenen deutschen Theatern, darunter am Schauspiel Köln und Staatsschauspiel Hannover, an der Staatsoper Hannover, an der Neuen Bühne Senftenberg und im Berliner Metropol-Theater. Des Weiteren wirkte sie in diversen Kurz- und Fernsehfilmen mit und trat in Serien wie Die Wache, SOKO Leipzig oder Verbotene Liebe auf. Im Oktober 2010 hatte sie einen Gastauftritt bei Gute Zeiten, schlechte Zeiten in Folge 4590.

### Synchronisation
Im Jahr 1999 synchronisierte sie Olivia Williams im Film The Sixth Sense. Seit Durchgeknallt (2000) wird sie zumeist auf Angelina Jolie besetzt, seit Coyote Ugly (2000) auf Maria Bello, seit Bamboozled (2001) auf Jada Pinkett Smith und seit Pollock (2002) auf Jennifer Connelly.
Weitere Synchronisationen sind die von Rachel Weisz in Ein Hauch von Sonnenschein, Der ewige Gärtner und My Blueberry Nights von Vera Farmiga in Up in the air, Safe House und Conjuring, von Rosario Dawson in Eagle Eye – Außer Kontrolle und Sieben Leben, von Lili Taylor in John Waters’ Pecker und Das Geisterschloß sowie von Asia Argento in xXx – Triple X, Les Misérables – Gefangene des Schicksals und Marie-Antoinette. In James Bond 007 – Die Welt ist nicht genug von 1999 lieh sie außerdem ihre Stimme dem Bond-Girl Denise Richards. Zudem lieh sie Vaitiare Bandera in Stargate – Kommando SG-1 als Sha’Re ihre Stimme.
Sie ist die deutsche Stimme von Sarah Silverman (The Sarah Silverman Show) und von Serienhauptdarstellerinnen wie Megyn Price in Keine Gnade für Dad (2000–2005) und Rules of Engagement (2007–2013), Tisha Campbell in What’s Up, Dad? (2001–2005), Nimet Kanji, die Pathologin aus Blood Ties (2008–2009), Robin Tunney in Prison Break in der Rolle der Anwältin Veronica Donovan (2005–2009, seit 2017), Aya Sumika als Liz Warner in Numbers – Die Logik des Verbrechens (2007–2010), Gina Bellman als Sophie Devereaux in Leverage (2008–2012), Jaime Murray in Spartacus: Gods of the Arena (2011) und Dexter (2006–2013), Erin Daniels in The L Word – Wenn Frauen Frauen lieben, Audra McDonald in Private Practice, Lana Parrilla in Once Upon a Time – Es war einmal… (2011–2018) und Joanne Kelly als Agentin Myka in Warehouse 13.
In Animationsproduktionen lieh sie ihre Stimme verschiedenen fiktiven Figuren, unter anderem dem Nilpferd Gloria in Madagascar, Madagascar 2 und Madagascar 3, der Jedi-Attentäterin Asajj Ventress in Star Wars – The Clone Wars, Bulma in Dragonball Z oder Dilandau Albatō in The Vision of Escaflowne. Urbschat-Mingues ist zudem Off-Sprecherin der RTL Television Pseudo-Dokus Die Schulermittler und Verdachtsfälle.
Außerdem lieh sie ihre Stimme Madison Paige im Playstation-Spiel Heavy Rain sowie der Tavion Axmis in den PC-Spielen Star Wars Jedi Knight II: Jedi Outcast und Star Wars Jedi Knight: Jedi Academy.

### Hörbücher und Hörspiele
Neben der Synchronisation stellt Urbschat-Mingues ihre Stimme auch für Hörspiele zur Verfügung. Sie wurde für Festrollen in diversen Hörspielreihen engagiert, unter anderem für die Rolle Lupina in der Edition 2000 der Geisterjäger John Sinclair, Zephyda in den Hörspielen zu Perry Rhodan Sternenozean (2006–2009), Coco Zamis in Dorian Hunter, Elektra in Jason Darks Don Harris Psycho-Cop und Nicole Hermann in Team Undercover. In der Hörspielserie Mark Brandis ist sie seit der Folge „Pilgrim 2000“ regelmäßig als Dr. Rebecca Levy zu hören. Gastrollen übernahm sie in den Hörspielreihen Gruselkabinett, Sherlock Holmes, Grimms Märchen, Anne auf Green Gables, Gabriel Burns, Caine und der Kinderproduktion Willi wills wissen. Für den Bayerischen Rundfunk wirkte Claudia Urbschat-Mingues als Solo-Sprecherin in dem Hörspiel Sèance Vocibus Avium mit, für das der Autor und Regisseur Wolfgang Müller 2009 mit dem Karl-Sczuka-Preis ausgezeichnet wurde. Auch in zwei weiteren BR2-Hörspielen des Gründers von Die Tödliche Doris, Intervallum (2016) und Learning Mohawk in 55 minutes (2010) hat Claudia Urbschat-Mingues eine tragende Rolle. 2021 performt und spricht sie in der Berliner Volksbühne die Rolle der Wahlstimme in Wolfgang Müller Die Tödliche Doris bewirbt sich um einen Sitz im Berliner Senat, die auch als Vinyl-Single veröffentlicht wird. In der Hörspiel-Adaption von James Lucenos Roman Dunkler Lord: Der Aufstieg des Darth Vader (Dark Lord) übernahm sie die Sprechrolle der Jedi Bol Chatak.
Als Hörbuchinterpretin las sie unter anderem Worte des Glaubens (2007) und Salomo. Das Hohelied der Liebe: Worte der Weisheit (2009) sowie Nackt: Ein Enthüllungsroman von Diablo Cody (2009). Auch war Claudia Urbschat-Mingues bereits in zwei MacBeth-Vertonungen, in größeren Rollen, zu hören. So sprach sie 2016 in der Audible Version von MacBeth die Rolle der Lady MacBeth und in einer Vertonung von Wolfy-Office, aus dem Jahr 2023, den Thane Rosse.

### Trailerstimme und Dokumentationen
Darüber hinaus war sie die Trailerstimme für die Deutsche Welle, Comedy Central und den Frauensender Glitz*, sowie als Sprecherin von Dokumentationen und Redaktionsbeiträgen unter anderem für ZDF, ARD, Arte, Sat.1, ProSieben, MTV und den WDR tätig und ist regelmäßig in deutschen Fernsehwerbespots zu hören. Außerdem war sie als Sängerin bei The Screaming Meat, Melotronik, dem Intermissionorchester Köln und der Kölner Formation 213 tätig.
Seit April 2014 spricht Urbschat-Mingues die Begrüßungsformel der Tagesschau: „Hier ist das Erste Deutsche Fernsehen mit der Tagesschau. Heute im Studio: …“

## Hörspiele & Hörbücher (Auswahl)
- seit 2006: Gruselkabinett (Hörspiel): Folgen 11, 32, 33, 150, 151, 153, 155, 158, 165, verschiedene Rollen, Titania Medien, Buch und Regie: Marc Gruppe[11]
- 2008: Star Wars: Dark Lord (nach dem Roman Dunkler Lord: Der Aufstieg des Darth Vader von James Luceno) als Bol Chatak; Buch und Regie: Oliver Döring
- 2008: Séance Vocibus Avium von Wolfgang Müller (Künstler) Buch und Regie: Wolfgang Müller, Bayerischer Rundfunk
- seit 2008: Dorian Hunter (als Coco Zamis)
- 2013: Worte des Glaubens; Hörbuch, Argon Verlag, ISBN 978-3-7324-0076-8
- 2014: Mark Zak: Gaube, Liebe, Mafia – Die Frau des Paten; Regie: Thomas Leutzbach, Hörspiel (WDR)
- 2016: Intervallum – Hommage an die Pause von Wolfgang Müller (Buch und Regie), Bayerischer Rundfunk[12]
- 2016: MacBeth: Ein Epos, Audible[8]
- 2021: Bella Mackie: Läuft bei mir (nicht) – Wie du deiner Depression auf die Nerven gehst; Hörbuch, Lübbe Audio, ISBN 978-3-96109-179-9
- 2022: Alice Harwardt: Alice und die Kunst der Manifestation (Roman, Audible-Hörbuch)
- 2023: Joana Tischkau, Jan Gehmlich: Playblack Radio. Was ist eigentlich eine „schwarze Stimme“? (WDR)[13]
- 2023: MacBeth, von Kim Jens Witzenleiter (Regie), Wolfy-Office[9]
- 2024: Lars Henriks und Moritz Haase: Dämonenjäger Ewald Heine – Grusel-Hörspiel-Serie mit 10 Folgen (WDR)[14]
- 2025: Mark Dawson: Der Engel (Isabella Rose, Book 1, Lesung), Hörbuch München von RBmedia Verlag & Audible

## Synchronrollen (Auswahl)
Maria Bello
- 2000: als Lil in Coyote Ugly
- 2004: als Amy Rainey in Das geheime Fenster
- 2005: als Dr. Alex Sabian in Das Ende – Assault on Precinct 13
- 2005: als Edie Stall in A History of Violence
- 2005: als Polly Bailey in Thank You for Smoking
- 2008: als Nancy Stockwell in Downloading Nancy
- 2008: als Evelyn Carnahan O’Connell in Die Mumie: Das Grabmal des Drachenkaisers
- 2010: als Sally Wilcox in Company Men
- 2011: als Mara Harper in Atemlos – Gefährliche Wahrheit
- 2013: als Theresa in Dritte Person
- 2013: als Grace Dover in Prisoners
- 2015: als Cheryl White in City of McFarland
- 2016: als Sergeant Reznik in Die 5. Welle
- 2016: als Molly McGrath in Max Steel
- 2018: als Lindsey in Letztendlich sind wir dem Universum egal

Rosario Dawson
- 2002: als Naturelle Riviera in 25 Stunden
- 2003: als Andy Fox in Shattered Glass (Synchronisation: 2009)
- 2005: als Gail in Sin City
- 2007: als Abernathy in Death Proof – Todsicher
- 2008: als Agent Zoe Perez in Eagle Eye – Außer Kontrolle
- 2008: als Donna in Killshot
- 2008: als Emily Posa in Sieben Leben
- 2010: als Persephone in Percy Jackson – Diebe im Olymp
- 2010: als Connie in Unstoppable – Außer Kontrolle
- 2012: als Talia Durham in Fire with Fire – Rache folgt eigenen Regeln
- 2013: als Elizabeth in Trance – Gefährliche Erinnerung
- 2014: als Dolores Huerta in Cesar Chavez
- 2014: als Gail in Sin City 2: A Dame to Kill For
- 2017: als Batgirl / Barbara Gordon in The LEGO Batman Movie
- 2019: als Nevada in Zombieland: Doppelt hält besser

Angelina Jolie
- 1999: als Lisa Rowe in Durchgeknallt
- 2001: als Julia Russell/Bonny Castle in Original Sin
- 2002: als Lanie Kerrigan in Leben oder so ähnlich
- 2003: als Sarah Jordan in Jenseits aller Grenzen
- 2004: als Olympias in Alexander
- 2004: als Franky Cook in Sky Captain and the World of Tomorrow
- 2004: als Illeana in Taking Lives – Für Dein Leben würde er töten
- 2006: als Clover/Margaret Ann Russell in Der gute Hirte
- 2007: als Grendels Mutter in Die Legende von Beowulf
- 2007: als Mariane Pearl in Ein mutiger Weg
- 2008: als Christine Collins in Der fremde Sohn
- 2008: als Fox in Wanted
- 2010: als Evelyn Salt in Salt
- 2010: als Elise Clifton-Ward in The Tourist
- 2014: als Maleficent in Maleficent – Die dunkle Fee
- 2015: als Vanessa in By the Sea
- 2019: als Maleficent in Maleficent: Mächte der Finsternis

Jennifer Connelly
- 2000: als Ruth Kligman in Pollock
- 2000: als Sarah Williams in Waking the Dead (Synchronisation: 2007)
- 2005: als Dahlia Williams in Dark Water – Dunkle Wasser
- 2006: als Maddy Bowen in Blood Diamond
- 2006: als Kathy Adamson in Little Children
- 2007: als Grace Learner in Ein einziger Augenblick
- 2008: als Helen Benson in Der Tag, an dem die Erde stillstand
- 2009: als Janine in Er steht einfach nicht auf Dich
- 2011: als Beth in Dickste Freunde
- 2014: als Naameh in Noah
- 2014: als Virginia Gamely in Winter’s Tale
- 2017: als Amanda Marsh in No Way Out – Gegen die Flammen
- 2020–2022: als Melanie Cavill in Snowpiercer
- 2022: als Penelope Benjamin in Top Gun: Maverick

Jada Pinkett Smith
- 2000: als Sloan Hopkins in It’s Showtime
- 2001: als Sonji Roi in Ali
- 2003: als Niobe in Matrix Reloaded
- 2003: als Niobe in Matrix Revolutions
- 2004: als Annie in Collateral
- 2005: als Gloria in Madagascar
- 2007: als Janeane Johnson in Die Liebe in mir
- 2008: als Gloria in Madagascar 2
- 2008: als Alex Fisher in The Women – Von großen und kleinen Affären
- 2009: als Gloria in Fröhliches Madagascar
- 2012: als Gloria in Madagascar 3: Flucht durch Europa
- 2015: als Rome in Magic Mike XXL
- 2016: als Stacy in Bad Moms

Vera Farmiga
- 2006: als Teresa Gazelle in Running Scared
- 2008: als Erica Van Doren in Nichts als die Wahrheit
- 2009: als Alex Goran in Up in the Air
- 2010: als Julie Ivanova in Henry & Julie – Der Gangster und die Diva
- 2012: als Catherine Linklater in Safe House
- 2013: als Lorraine Warren in Conjuring – Die Heimsuchung
- 2014: als Samantha Powell in Der Richter – Recht oder Ehre
- 2016: als Lorraine Warren in Conjuring 2
- 2017: als Joanna in The Commuter
- 2018: als Lee Hart in Der Spitzenkandidat
- 2019: als Dr. Emma Russell in Godzilla II: King of the Monsters
- 2019: als Lorraine Warren in Annabelle 3
- 2021: als Lorraine Warren in Conjuring 3: Im Bann des Teufels

Rachel Weisz
- 1999: als Greta in Ein Hauch von Sonnenschein
- 2005: als Tessa Quayle in Der ewige Gärtner
- 2007: als Sue Lynn in My Blueberry Nights
- 2009: als Hypatia in Agora – Die Säulen des Himmels
- 2010: als Kathryn Bolkovac in Whistleblower – In gefährlicher Mission
- 2011: als Rose in 360
- 2011: als Hester Collyer in The Deep Blue Sea
- 2011: als Libby Atenton in Dream House
- 2015: als Lena Ballinger in Ewige Jugend
- 2017: als Rachel Ashley in Meine Cousine Rachel
- 2018: als Lady Sarah in The Favourite – Intrigen und Irrsinn

Hiromi Tsuru
- 1989: als Bulma in Dragon Ball Z – The Movie: Die Todeszone des Garlic jr. (Synchronisation: 2004)
- 1990: als Bulma in Dragon Ball Z – The Movie: Der Stärkste auf Erden (Synchronisation: 2002)
- 1990: als Bulma in Dragon Ball Z – The Movie: Die Entscheidungsschlacht (Synchronisation: 2002)
- 1991: als Bulma in Dragon Ball Z – The Movie: Super-Saiyajin Son-Goku (Synchronisation: 2002)
- 1992: als Bulma in Dragon Ball Z – The Movie: Angriff der Cyborgs (Synchronisation: 2003)
- 1993: als Bulma in Dragon Ball Z – The Movie: Der legendäre Super-Saiyajin (Synchronisation: 2003)
- 1993: als Bulma in Dragon Ball Z Special: Die Geschichte von Trunks – Das Trunks Special (Synchronisation: 2003)
- 1993: als Bulma Briefs in Dragon Ball Z – The Movie: Super-Saiyajin Son-Gohan (Synchronisation: 2002)
- 2013: als Bulma in Dragonball Z: Kampf der Götter (Synchronisation: 2015)
- 2015: als Bulma in Dragonball Z: Resurrection ‚F‘

### Filme
- 1972: Julie Gregg als Sandra Corleone in Der Pate (DVD-Synchronisation: 2008)
- 1996: als Prostituierte in Breaking the Waves
- 1998: Jennifer Tilly als Tiffany in Chucky und seine Braut
- 1998: Kelly LeBrock als Lauren in Leslie Nielsen ist sehr verdächtig
- 1999: Lili Taylor als Eleanor „Nell“ Vance in Das Geisterschloss
- 1999: Denise Richards als Dr. Christmas Jones in James Bond 007 – Die Welt ist nicht genug
- 1999: Olivia Williams als Anna Crowe in The Sixth Sense
- 2001: April Grace als Kollegin in A.I. – Künstliche Intelligenz
- 2001: Patricia Velásquez als Meela Nais/Anck Su Namun in Die Mumie kehrt zurück
- 2002: Asia Argento als Yelena in XXx – Triple X
- 2003: Catherine Bell als Susan Ortega in Bruce Allmächtig
- 2003: Tasha de Vasconcelos als Gräfin Alexandra in Johnny English – Der Spion, der es versiebte
- 2003: Julie Dreyfus als Sofie Fatale in Kill Bill – Volume 1
- 2003: Peta Wilson als Mina Harker in Die Liga der außergewöhnlichen Gentlemen
- 2003: Kristanna Loken als T-X in Terminator 3 – Rebellion der Maschinen
- 2005: als Batmobil in Batman Begins
- 2006: Molly Shannon als Marilyn in Scary Movie 4
- 2006: Natasha Wightman als Valerie in V wie Vendetta
- 2007: Roxana Ortega als Roxana Ortega in Evan Allmächtig
- 2008: als Batmobil in The Dark Knight
- 2008: Karen Taylor als Connie Nicholson in Frontalknutschen
- 2008: Doug Jones als Engel des Todes in Hellboy – Die goldene Armee
- 2008: Zorianna Kit als Zorianna Kit in Iron Man
- 2008: Maysoon Zayid als Nadira in Leg dich nicht mit Zohan an
- 2011: Sarah Silverman als Greeter in Die Muppets
- 2011: Rachel Weisz als Elizabeth „Libby“ Atenton in Dream House
- 2013: Molly Shannon als Heather Daltry in Scary Movie 5
- 2015: Sofía Vergara als DD in Wild Card
- 2019: Feriel Chammari als Baya in Auf der Couch in Tunis
- 2020: Rosie Perez als Renee Montoya in Birds of Prey: The Emancipation of Harley Quinn
- 2021: Olivia Colman als PAL in Die Mitchells gegen die Maschinen
- 2021: Bianca Amato als Linda in The Kissing Booth 3
- 2023: Miranda Richardson als Mrs. Tweedy in Chicken Run: Operation Nugget
- 2024: Jennifer Garner als Elektra Natchios in Deadpool & Wolverine
- 2024: Demi Moore als Elizabeth Sparkle in The Substance
- 2025: Josette Simon als Talitha in Bridget Jones - Verrückt nach ihm

### Serien
- 2000–2005: Megyn Price als Claudia Finnerty in Keine Gnade für Dad
- 2001–2005: Tisha Campbell als Janet „Jay“ Marie Kyle in What’s Up, Dad?
- 2004–2009: Erin Daniels als Dana Fairbanks in The L Word – Wenn Frauen Frauen lieben
- 2005–2009: Robin Tunney als Veronica Donovan in Prison Break
- 2005–2010: Aya Sumika als Liz Warner in Numbers – Die Logik des Verbrechens
- 2006–2008: Nimet Kanji als Pathologin in Blood Ties – Biss aufs Blut
- 2006–2013: Jaime Murray als Lila Tournay/West in Dexter
- 2006: Lana Parrilla als Sarah Gavin in 24
- 2007–2013: Megyn Price als Audrey Bingham in Rules of Engagement
- 2008–2012: Gina Bellman als Sophie Devereaux in Leverage
- 2008–2014: Nika Futterman als Asajj Ventress in Star Wars: The Clone Wars
- 2009–2014: Joanne Kelly als Agentin Myka Bering in Warehouse 13
- 2011: Jaime Murray als Gaia in Spartacus: Gods of the Arena
- 2011–2019: Lana Parrilla als Regina Mills in Once Upon a Time – Es war einmal …
- 2011–2019: Laura Pradelska als Quaithe in Game of Thrones
- 2013–2019, 2022: Mozhan Marnò als Samar Navabi in The Blacklist
- 2017–2024: Christina Chang als Dr. Audrey Lim in The Good Doctor
- 2019: Indira Varma als Piety Breakspear in Carnival Row
- 2020: Cissy Jones als Lilith Dornenklaue in Willkommen im Haus der Eulen
- 2021: Lana Parrilla als Rita Castillo  in Why Women Kill (Staffel 2)
- 2022: A. J. Cook als Kira in 9-1-1
- 2022: Jacqueline Obradors als Maya Lopez in Navy CIS: L.A.: Bis Sonnenuntergang
- 2022: Nikki Crawford als Emily Carnes in Navy CIS: L.A.: Das Drona-Projekt
- 2023: Gloria Reuben als Tannon McCarthy in Navy CIS: Hawaiʻi
- 2023: Anna Torv als Theresa „Tess“ Servopoulos in The Last of Us
- 2024: Nika Futterman als Asajj Ventress in Star Wars: The Bad Batch
- Seit 2024: Nana Mizuki als Seiko Ayase in Dandadan

## Videospiele (Auswahl)
- 2002: als Tavion Axmis in Star Wars: Jedi Knight 2
- 2003: als Tavion Axmis in Star Wars: Jedi Knight 3
- 2006: als Schattenlied in SpellForce 2: Shadow Wars
- 2009: als Talana/Ygerna in Divinity 2: Ego Draconis
- 2010: als Madison Paige in Heavy Rain
- 2011: als Tara Strickland in Crysis 2
- 2012: als Kaiserin Jessamine Kaldwin in Dishonored: Die Maske des Zorns
- 2012: als Liza Snow in Far Cry 3
- 2013: als Moenbryda Wilfsunnwyn in Final Fantasy – A Realm Reborn
- 2015: als Isabeu D’Argyll in The Order: 1886
- 2016: als Olivia Marcano in Mafia III
- 2016: als Jessamine Kaldwin in Dishonored 2: Das Vermächtnis der Maske
- 2017: als Keadi in Horizon Zero Dawn
- 2017: als Eltariel in Mittelerde: Schatten des Krieges
- 2018: als Dr. Sarah Perkins in Far Cry 5
- 2018: als Rose Chapman in Detroit: Become Human
- 2018: als Fury in Darksiders 3
- 2019: als Cere Junda in Star Wars Jedi: Fallen Order
- 2020: als Masako Adachi in Ghost of Tsushima
- 2020: als Soma in Assassin’s Creed Valhalla
- 2022: als Renee Montoya in Gotham Knights
- 2022: als Rebella in Mario + Rabbids Sparks of Hope[15]
- 2023: als Lilith in Diablo IV